# Tascina nicevillei
Tascina nicevillei es una polilla de la familia Castniidae. Se encuentra en la región de Tanintharyi del sur en Birmania.